# Liechtenstein aux Jeux olympiques d'été de 2008
Le Liechtenstein participe aux Jeux olympiques d'été de 2008 à Pékin en Chine du 8 au 24 aout 2008. Il s'agit de sa 15e participation à des Jeux d'été.
Le Liechtenstein fait partie des pays qui ne remportent pas de médaille au cours de ces Jeux olympiques. Parmi les deux sportifs engagés, aucun ne se classe dans les dix premiers de sa discipline. Le marathonien Marcel Tschopp finit 74e. Le tireur Oliver Geissmann termine 34e.

## Préparation et arrivée au village olympique
La délégation liechtensteinoise pour ces Jeux olympiques est composée de deux athlètes.

## Cérémonies d'ouverture et de clôture
Le Liechtenstein est la 76 délégation, après les Bermudes et avant le Congo à entrer dans le stade olympique de Pékin au cours du défilé des nations durant la cérémonie d'ouverture. Cet ordre inhabituelle s'explique par l'utilisation de l'alphabet chinois(pays hôte) différent de l'alphabet latin.
Le porte-drapeau du pays est le marathonien Marcel Tschopp, qui succède dans cette fonction au tireur Oliver Geissmann.
Lors de la cérémonie de clôture, le 12 août, les athlètes défilent mélangés et sont menés par les porte-drapeaux de toutes les nations participantes. Le tireur Oliver Geissmann porte le drapeau liechtensteinois.

## Athlètes engagés

### Athlétisme

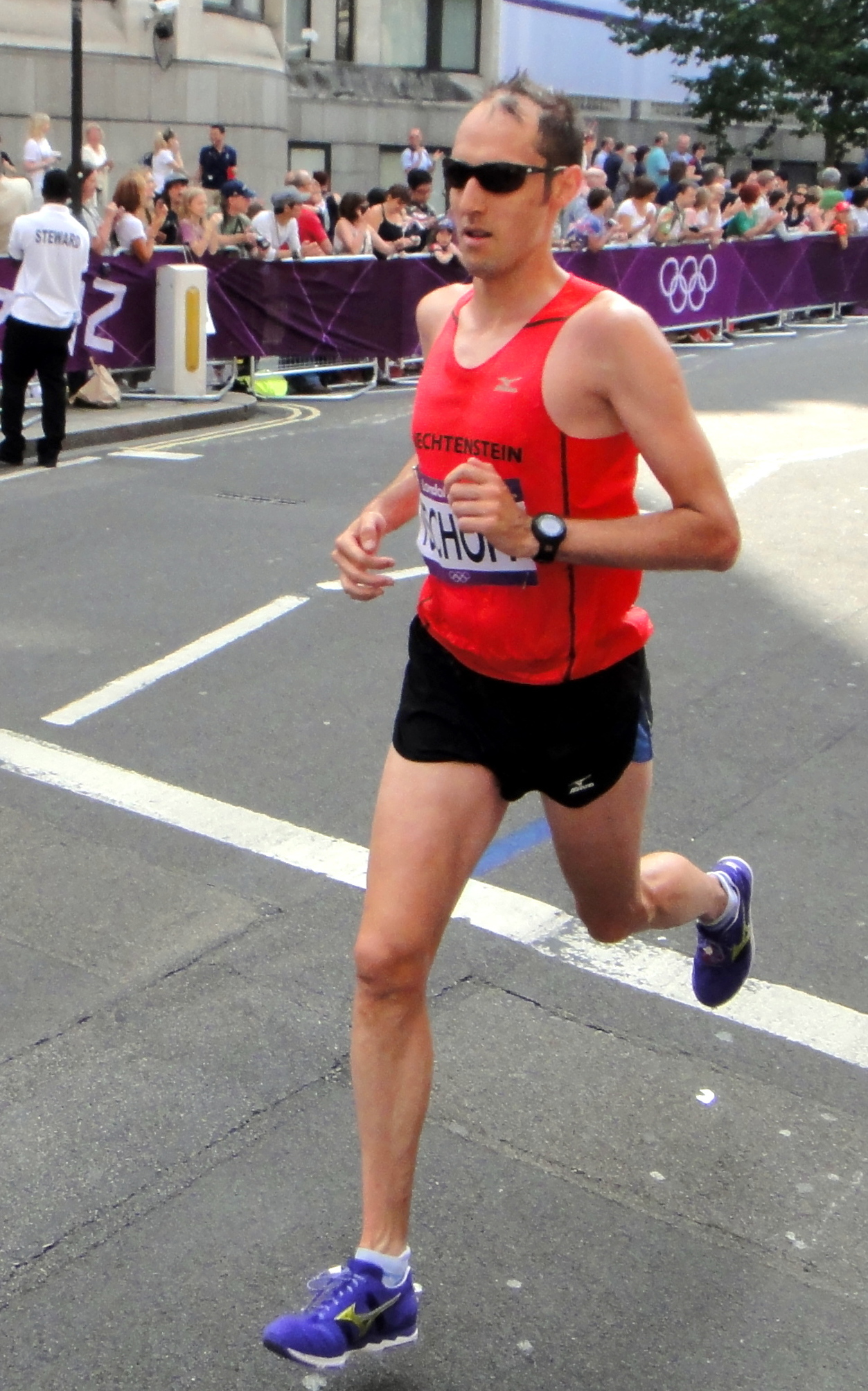
Marcel Tschopp en 2012.

#### Qualification
Marcel Tschopp n'est pas parvenu à satisfaire les minima de qualification A ou B, qui sont de 2 heures et 15 minutes et de 2 heures et 18 minutes.  Le Liechtenstein a toutefois pu l'engager en raison de la règle qui autorise un comité national olympique à inscrire son meilleur athlète (masculin et féminin) sur une épreuve sauf le 10 000 mètres, le 3 000 mètres steeple et les épreuves combinées (décathlon et heptathlon). Ces invitations sont soumises à l'acceptation de l'Association internationale des fédérations d'athlétisme (IAAF).

#### Résultat
| Athlète        | Discipline | Final           | Final      |
| Athlète        | Discipline | Temps           | Classement |
| -------------- | ---------- | --------------- | ---------- |
| Marcel Tschopp | Marathon   | 2 h 35 min 06 s | 74e        |

### Tir

#### Qualification
Oliver Geissmann n'est pas parvenu à se qualifier pour les Jeux olympiques n'ayant pas fini dans les meilleurs de sa discipline lors des précédentes compétitions,.
Cependant, il reçoit de la part de la commission tripartite, avec le bangladais Mohamed Hossain une invitation pour participer aux jeux olympiques.

#### Résultat
| Athlète          | Discipline    | Qualification | Qualification | Finale       | Finale       |
| Athlète          | Discipline    | Points        | Classement    | Points       | Classement   |
| ---------------- | ------------- | ------------- | ------------- | ------------ | ------------ |
| Oliver Geissmann | 10 m carabine | 588           | 34e           | Non qualifié | Non qualifié |

## Aspects extra-sportifs

### Diffusion des Jeux au Liechtenstein
Aucune chaîne de télévision locale ne diffuse les Jeux. Le public liechtensteinois peut suivre les compétitions sur la chaine autrichienne ORF, les chaines allemandes Das Erste et ZDF, les chaînes suisses SF, TSR, RSI ainsi que sur Eurosport.

### Timbres
À l'occasion de ces Jeux olympiques, la poste liechtensteinoise publie trois timbres. Deux d'entre eux sont relatifs aux jeux paralympiques, le troisième représente deux animaux en train de jouer au football.